# Consus
Consus – w mitologii rzymskiej bóg opiekujący się ziarnem zgromadzonym w spichlerzach.
Należał do dawnych bóstw rzymskich o niejasno określonych cechach.
Czczony był wraz z Ops 25 sierpnia (w czasie Opiconsualiów), zaś jego własnym świętem były Consualia obchodzone 21 sierpnia i 15 grudnia. 
W podziemiach Circus Maximus znajdował się poświęcony mu ołtarz, za każdym razem odkopywany i udostępniany tylko podczas Consualiów oraz wyścigów konnych (w których brały udział także muły). Święto Consusa obchodzono po raz pierwszy w czasach Romulusa, gdy wydarzyło się porwanie Sabinek.  
Z czasem temu bóstwu przypisano nowe funkcje. Jako patron koni został utożsamiony z Neptunem, a w czasach Augusta stał się bogiem dobrych rad.